# Керування вектором тяги

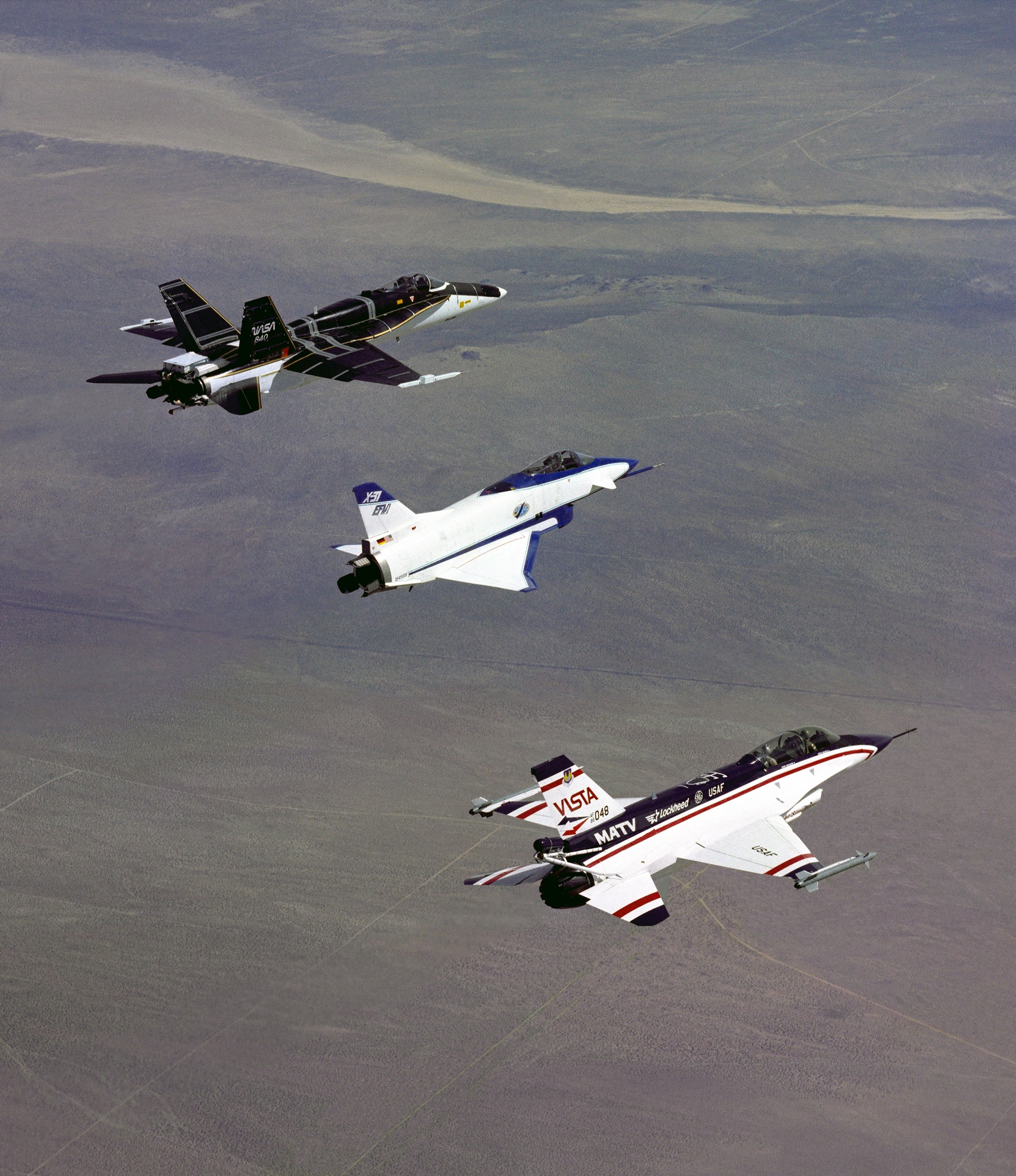
Літаки F-18 HARV, X-31 і F-16 MATV в польоті

Управління вектором тяги, або керування вектором тяги — здатність літаків, ракет або інших транспортних засобів змінювати напрям тяги свого двигуна з метою управляти положенням або кутовою швидкістю літального апарата.
При польоті ракети чи балістичної ракети, що літають за межами атмосфери, аеродинамічні керуючі поверхні в таких умовах не ефективні, тому управління вектором тяги є основним засобом управління орієнтацією ракети.
Для літаків метод, за задумом, спочатку передбачав надання можливості вертикального або скороченого злету та приземлення. Згодом стало ясно, що використання управління вектором тяги в бойових ситуаціях дозволяє літаку виконувати різноманітні маневри, не доступні літакам зі звичайним двигуном. Для виконання поворотів, літак, який не використовує векторну тягу, повинен покладатися тільки на аеродинамічні керуючі поверхні, такі як елерони або кермо висоти; при керуванні із векторною тягою теж використовують керуючі поверхні, але меншою мірою.
В літературі про ракети, що має російські джерела, керування вектором тяги часто називають «газодинамічним управлінням».

## Методи управління вектором тяги

### Ракети і балістичні ракети

Анімація руху ракети, в якій управління вектором тяги здійснюється завдяки рухомому соплу

Управління вектором тяги є ефективним тільки тоді, коли система силової установки створює тягу. На інших етапах польоту для контролювання висоти і траєкторії польоту необхідні додаткові механізми.
Зазвичай, лінія дії сили вектора тяги сопла ракети проходить через центр мас літального апарата і створює нульовий кутовий момент відносно центру мас. Можна створювати моменти сил для руху літака відносно його головних осей, шляхом відхилення головного ракетного вектора тяги таким чином, що він не буде проходити через центр мас. Оскільки лінія дії як правило направлена майже паралельно до поздовжньої осі, контроль крену, як правило, потребує використання двох або більше окремих шарнірних сопел або окремої системи в цілому, наприклад, елерони, або лопатки в зоні вихлопного струменя ракетного двигуна, які дозволять відхилити напрям основної тяги.
Управління вектором тяги в багатьох ракетах з рідинним двигуном досягається завдяки карданному підвісу, в якому закріплено ракетний двигун. Це часто відбувається завдяки руху всієї камери згоряння і зовнішнього корпусу двигуна, як на подвійному двигуні першої ступені у балістичній ракеті Titan II, або навіть всього вузла двигуна, включаючи пов'язаний з ним бензонасос і насос окислювача. Такі системи використовувались у ракеті Сатурн V і спейс-шаттлі.
Іншим способом управління вектором тяги, що використовувався в перших твердопаливних двигунах балістичний ракет, був метод впорскування рідини, при якому сопло ракетного двигуна було зафіксоване, а рідина вводиться в потік відпрацьованих газів із спеціальних форсунок, встановлених довкола кормової частини ракети. Якщо рідину подати лише з однієї сторони ракети, вона змінює характеристику вихлопних газів, що призводить до зміни тяги з цієї сторони і асиметричної результуючої аеродинамічної сили ракети.
Така система контролю використовувалася у Minuteman II і перших балістичних ракет підводних човнів, що є на озброєнні Військово-морських сил США.
Згодом з'явився метод, розроблений для твердопаливних двигунів балістичних ракет, при якому управління вектором тяги здійснювалось шляхом відхилення сопла ракетного двигуна за допомогою сервоприводів або гідравлічних циліндрів. Сопло кріпиться до ракети за допомогою кульового шарніру з отвором посередині або еластичного ущільнення зі спеціального термостійкого матеріалу, останні зазвичай потребують більшого моменту і потужніших систем приводу. Системи Trident C4 і D5 управляються за допомогою гідравлічного приводу сопла.

### Літаки

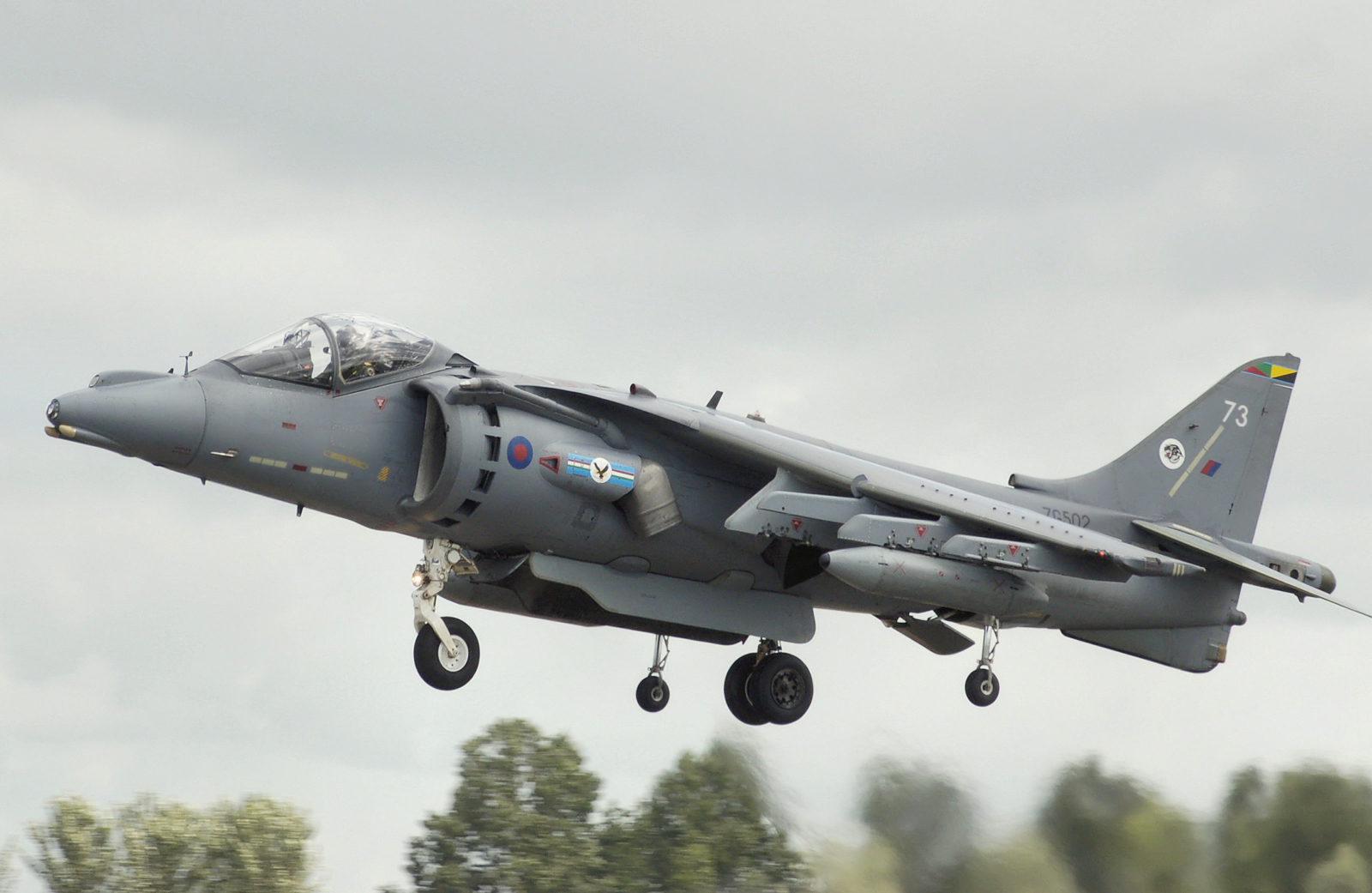
Harrier GR9 Королівських ПС виконує посадку на щорічному міжнародному авіашоу RIAT (авіабаза «Ферфорд», Глостершир, Велика Британія)

На даний час для управління вектором тяги в літаках використовуються турбовентиляторні двигуни з поворотними соплами або лопатками, які дозволяють відвернути потік вихлопних газів. Цей метод дозволяє досить ефективно відхиляти тягу навіть на 90 градусів, відносно осьової лінії літака. Однак при цьому двигун повинен бути розрахований для вертикального підйому, а не як для звичайного польоту, що збільшує його вагу. Форсаж (англ. Plenum Chamber Burning (PCB)) в обхідному потоці (англ. in the bypass stream) важко і непрактично застосовувати для контролювання вектора тяги в режимі злету і посадки, оскільки дуже гарячі випускні гази можуть пошкодити поверхню злітної смуги. Без режиму форсажу важко досягти надзвукових швидкостей польоту.
Конвертоплан змінює вектор тяги, повертаючи рухомі мотогондоли турбогвинтового двигуна. Такі конструкції мають досить складну механіку, включаючи поворотні гнучкі внутрішні компоненти і приводний вал передачі потужності між двигунами. Конструкція більшості сучасних конвертопланів містить два ротори по обидва боки. Якщо такий літальний апарат потрапляє при польоті у стан вихрового кільця, один із роторів буде завжди рухатись трохи попереду іншого, в результаті чого літальний апарат здійснить різкий неплановий оберт.